# Maria de Lorena, Ducesă de Guise
Marie de Lorena (15 august 1615 – 3 martie 1688) a fost fiica lui Charles de Lorena, Duce de Guise și a Henriette Catherine de Joyeuse și ultimul membru al Casei de Guise, o ramură a Casei de Lorena.

## Biografie
Marie de Lorena de Guise a fost o "prințesă străină naturalizată în Franța" (adică fiica unui prinț străin a unei ramuri junior a Casei de Lorena). După decesul ultimului descendent masculin al Casei de Guise în 1675, Marie a devenit ducesă de Guise, ducesă de Joyeuse și prințesă de Joinville, ea bucurându-se de venituri vaste din aceste ducate si principate. Oamenii i se adresau formal cu "Înălțimea Voastră"; ea însăși semna documentele ca "Marie de Lorena" iar după 1675, ca "Marie de Lorena de Guise," însă scrisorile personale le semna cu un simplu "Guise."
Exilată la Florența cu familia în perioada 1634–43, Marie (cunoscută de francezi sub numele de "Mademoiselle de Guise") a devenit apropiată de familia Medici și a început să îndrăgească Italia, și în special muzica italiană.
În jurul anului 1650 ea s-a căsătorit morganatic cu Claude de Bourdeilles, conte de Montrésor  cu care a avut câțiva copii a căror existență nu a fost niciodată recunoscută în mod public.
În calitate de protector al nepotului ei, Louis Joseph, Duce de Guise, ea a fost preocupată de revenirea Casei de Guise la fosta ei glorie. Acest lucru presupunea găsirea unei mirese de prestigiu și a unei reședințe rafinate. În 1666 Marie a comandat lui Jacques Gabriel (tatăl arhitetului regal Jacques Gabriel) efectuarea unei lucrări de renovare extinse la reședința urbană a familiei, cunoscută sub numele de Hôtel de Guise.  De asemenea, ea a dispus o remaniere totală a grădinii celebrului designer de grădini, André Le Nôtre. Vechea aripă, care se întindea de-a lungul grădinii a fost, de asemenea, renovată și subdivizată în apartamente confortabile pentru a fi ocupate de intelectuali și artiști: Philippe Goibaut, Roger de Gaignières, și, un pic mai tarziu, Marc-Antoine Charpentier.
Pentru mireasă, Marie de Lorena și-a stabilit un țel înalt și a câștigat: Isabelle d'Orléans, verișoară primară a regelui Ludovic al XIV-lea, al cărei rang înalt compensa urâțenia spatelui ei cocoșat. Căsătoria a fost celebrată la 5 mai 1667. Nou căsătoriții s-au stabilit în splendidul lor apartament de la etajul "nobililor" al Hôtel de Guise iar Marie de Lorena s-a stabilit la parter.
În 1671 nepotul ei Louis Joseph, Duce de Guise a murit de variolă. Ea și tânăra lui văduvă au luptat împotiva celor care voiau să fie protectorii singurului copil al ducelui, micul François Joseph, ultimul descendent masculin al Casei de Guise. Fără să poată merge fără ajutor la vârsta de patru ani, copilul a fost scăpat de doica lui și a murit de la un traumatism cranian în 1675.
După aceste două decese, Marie s-a întors spre cucernicie. Cu ajutorul părintelui Nicolas Barré ea a fondat un institut de formare a profesorilor, a creat o școală pentru fete și un spital pentru săraci în parohia ei pariziană și pe domeniile ei.